# René Bardet
René Bardet (* 3. April 1948 in Neuhausen am Rheinfall, Kanton Schaffhausen, Schweiz; † 21. Januar 2005 in Garmisch-Partenkirchen) war ein Schweizer Gitarrist und später langjährig Pressesprecher des Schweizer Fernsehens (SF DRS).

## Leben
Bardet bildete ab 1973 zusammen mit dem Harfenisten Andreas Vollenweider sowie dem Bassisten Orlando Valentini die Gruppe Poesie und Musik, die auch in Deutschland durch zahlreiche Live-Auftritte bekannt wurde. Es kam zu TV- und Radio-Produktionen für SF DRS und SR DRS sowie ARD, ZDF und ORF. 1974 erschienen Alben mit Gedichten von Heinrich Heine (Ich kann nicht mehr die Augen schliessen) und François Villon. Nach einer Studienreise nach Lateinamerika erschien ein Doppelalbum mit Gedichten von Pablo Neruda. Neben anderen Auszeichnungen erhielt die Gruppe zweimal den Preis der Deutschen Schallplattenkritik für die Alben Vielleicht weil ich ein Wilder bin mit der Rede des Häuptlings Seattle (erschienen 1982) und Alles ist Rund (1983), ebenfalls mit Texten von nordamerikanischen Indianern.  
Nach dem Erdbeben in Süditalien 1980 war er ein Jahr als Katastrophen- und Aufbauhelfer tätig. Die journalistische Arbeit wurde immer mehr zum Schwerpunkt. Seine Sprachbegabung (er sprach französisch, italienisch, russisch und spanisch fliessend) half ihm bei der Erarbeitung von Features bei verschiedenen Sendern in der Deutschland, Radio DRS und ORF, so etwa über die Perestrojka. 
Ab 1987 verlegte er sich ganz von der eigenen öffentlichen Musikausübung auf die Arbeit als freier Journalist und PR-Berater und leitete ein Übersetzungsbüro für Deutsch-Französisch-Deutsch. Ausserdem arbeitete er als Tontechniker und Mixer im Studio und bei Liveauftritten beispielsweise bei Andreas Vollenweider und für Konzerte internationaler Jazzmusiker in der Schweiz. 
1993 stiess er als Mitarbeiter des damaligen Pressesprechers Robert Ruoff zu SF DRS. Als Ruoff 1996 Redaktionsleiter „Bildung“ wurde, ernannte Fernsehdirektor Peter Schellenberg Bardet zu dessen Nachfolger als Pressechef. Ab 1. April 2004 übernahm er dann die Leitung des neu geschaffenen Ressorts „Interne Kommunikation“. 
Am 21. Januar 2005 starb René Bardet in Garmisch-Partenkirchen an einem Herzstillstand. 

## Diskografie von René BardetsPoesie & Musik
- Ein neues Lied (Heinrich Heine), LP 1974 Zytglogge (noch als Lyrik und Musik)
- François Villon, LP 1976 Image, CD 1992 Image/Exclusa
- Ich kann nicht mehr die Augen schliessen (Heinrich Heine), LP 1977 Image, CD 1992 Image/Exclusa
- Ein Mensch kam zur Welt (Pablo Neruda), LP 1979 Mood Records
- Tiersammlung (Pablo Neruda), LP 1980 Mood Records, DoCD mit beiden Neruda-Alben 1993 Bell Records
- Vielleicht weil ich ein Wilder bin ... – Worte des indianischen Häuptlings Seattle, LP 1982 Wundertüte, CD 2007 Conträr Musik
- Alles ist rund – Worte von Indianern an den weissen Mann, LP/CD 1983 Wundertüte